# Csíz (madár)
A csíz (Spinus spinus) a madarak osztályának verébalakúak (Passeriformes) rendjébe és a pintyfélék (Fringillidae) családjába tartozó faj.

## Előfordulása
Elterjedt Európa északi mérsékelt égövi területein. Kelet-Ázsiában egy elkülönült populációja él. Vannak állandó és rövid távon vonuló népességei is. Hazánkban leginkább átvonulóként és téli vendégként fordul elő, de évente néhány száz pár költ is, főként telepített fenyvesekben.

## Megjelenése
Testhossza 12 centiméter, szárnyfesztávolsága 20–23 centiméter, testtömege pedig 11–18 gramm. A hím sárgászöld; a fiatalok és a tojók szürkészöld színűek. Szárnyán és farkán sárgászöld/fekete mintázat figyelhető meg. A hímek fejteteje („sapkája”) fekete.
|  |  |

## Életmódja
Főként fenyvesekben, különösen lucfenyvesben költ. Költési időben főként ízeltlábúakkal táplálkozik, ősszel és télen magevő. Számos más növény mellett kedveli a vörösfenyő, az éger és a nyír magjait is, télen madáretetőkre is jár.
A költési időszakon kívül gyakran kisebb-nagyobb csapatokban mozog, a csapatokban gyakran más pintyfélékkel, például zsezsékkel is vegyül.

## Szaporodása

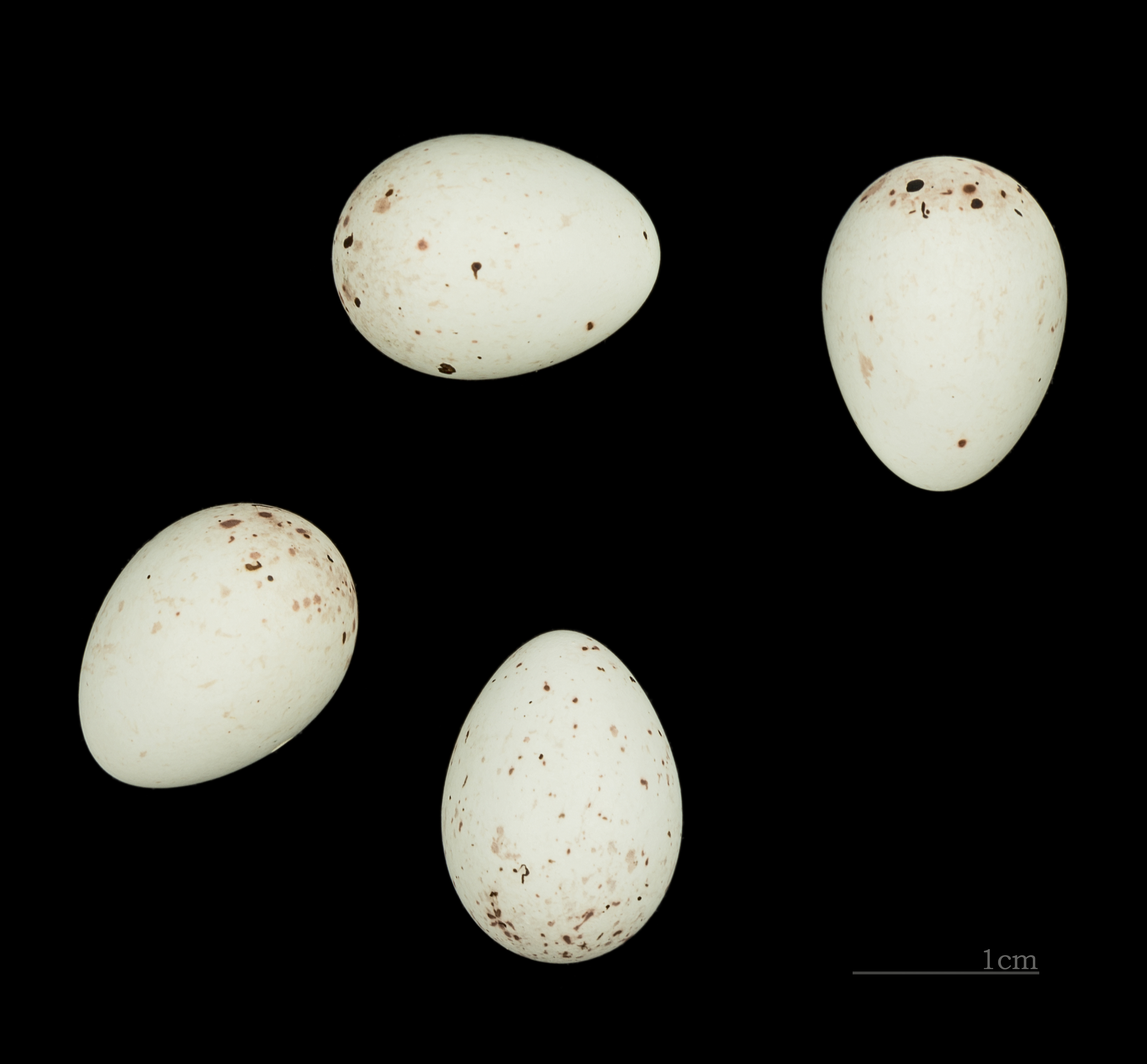
Carduelis spinus

Fészkét a tojó fenyőre, különösen lucfenyőre rakja, rendszerint nagy magasságban. Többnyire 4-5 (2-6) tojást tojik. Évente kétszer költ. Első költését áprilisban, második költését május-június táján kezdi. Csak a tojó kotlik, közben a hím eteti. A fiókák 11-12 nap múlva kelnek, mindkét szülő eteti őket, majd 12-15 nap múlva kiröpülnek a fészekből.

## Védettsége
Egykor kedvelt kalitkamadár volt. Ma már védettséget élvez, természetvédelmi értéke 25 000 forint.

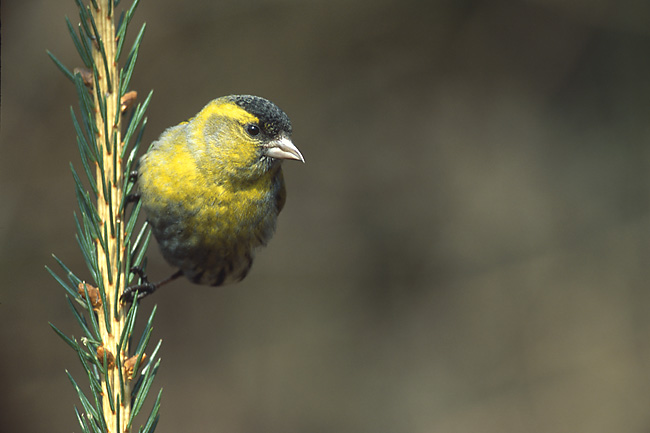
Hím
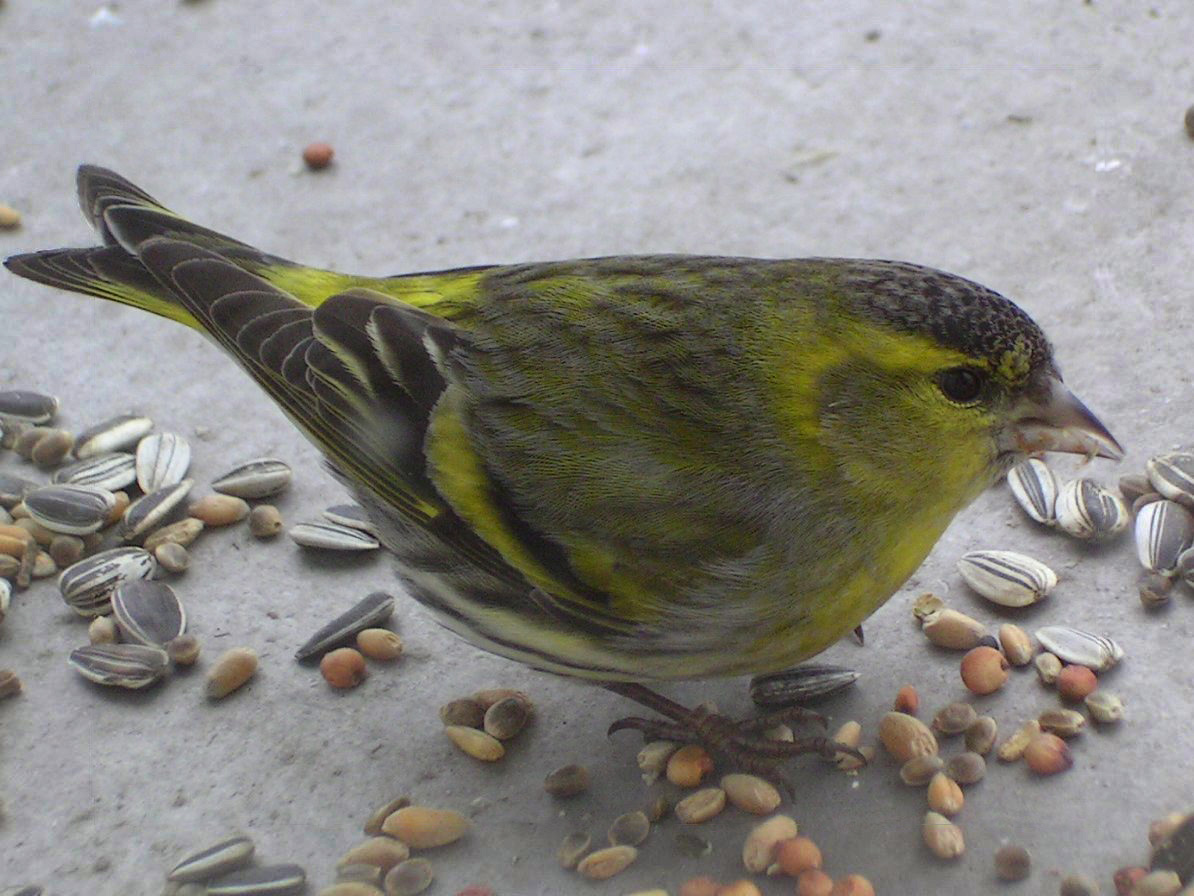
Hím
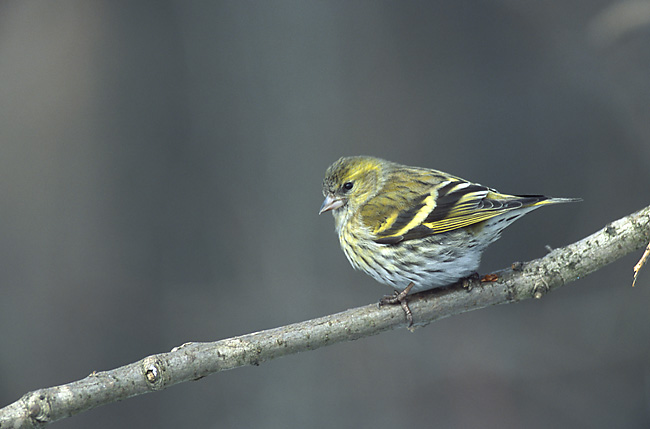
Tojó